# ロンドン・フィールズ
『ロンドン・フィールズ』（原題：London Fields）は、2018年に公開された米英合作のミステリ映画。監督はマシュー・カレン、主演はアンバー・ハードが務めた。本作はマーティン・エイミスが1989年に上梓した小説『London Fields』を原作としている。
本作は日本国内で劇場公開されなかったが、Amazonでの配信が行われている。

## 概略
ニコラ・シックスは千里眼の持ち主であった。そんなある日、ニコラは自分がある男の手で殺害される未来を予見した。ニコラの頭には3人の男性が容疑者として浮かんだが、そのうちの誰が犯人なのかは特定できなかった。そこで、ニコラは3人と敢えて親密になり、その中で手掛かりを探すという飛んで火にいる夏の虫のごとく、危険な一手に打って出た。

## キャスト
- アンバー・ハード - ニコラ・シックス
- ビリー・ボブ・ソーントン - サムソン・ヤング
- ジム・スタージェス - キース・タレント
- テオ・ジェームズ - ガイ・クリンチ
- ジェイソン・アイザックス - マーク・アスプレイ
- ジェイミー・アレクサンダー - ホープ・クリンチ
- カーラ・デルヴィーニュ - カース・タレント
- オビ・アビリー - セロニアス
- ジェンマ・チャン - ペトロネラ
- ジョニー・デップ - 娼婦を買う男（クレジットなし） [4]

## 製作
2001年、デヴィッド・クローネンバーグ監督がマーティン・エイミスの小説『London Fields』の映画化に着手し、原作者自ら脚色を担当した。ところが、その後、クローネンバーグが降板することになり、後任の監督を見つけられないまま10年以上が経過することになった。
2013年9月9日、マシュー・カレンが監督に起用され、アンバー・ハード、ビリー・ボブ・ソーントン、ジム・スタージェス、ジェイミー・アレクサンダーらが本作に出演するとの報道があった。本作の主要撮影は同月中に始まった。
2014年6月9日、ベンソン・テイラーが本作で使用される楽曲を手掛けることになったと報じられた。2018年10月19日、本作のサウンドトラックが発売された。

## 法廷闘争
2015年9月、マシュー・カレン監督はギャラの未払いとファイナル・カットの持ち去りを理由に製作サイドを告発した。これに対し、製作サイドは「監督による告発のタイミングとその内容は売名行為でしかない。マシュー・カレンの告発は全米監督組合（DGA）の仲裁条項に違反するものである。悲しいことに、マシューは自分が映画のファイナル・カットを保有する権利を持っていないという事実が理解できていないのです。彼にはディレクターズ・カットを提出するチャンスを2回与えたが、彼は2回とも提出しなかった。我々は断固として告発に向き合う」という主旨のコメントを出した。
11月、今度は製作サイドがカレン監督を契約違反で訴えた。監督は本作の編集が期日通りに終わらなかったにも拘わらず、その最中にケイティ・ペリーのミュージック・ビデオを手掛けていたが、それが契約違反に当たり、さらにはDGAの規約にも違反するものだと訴えたのである。さらに、製作サイドは監督が出演者に本作のプロモーション活動に協力しないよう呼びかけるという不法行為を行ったと主張している。監督サイドは反訴をスラップ訴訟であると主張したが、2016年4月、ロサンゼルスの裁判所は製作サイドの訴訟を受理した。
2016年11月、製作サイドは勝手に脚本を修正するなどの契約違反を犯したとしてアンバー・ハードに1000万ドルの損害賠償を求める訴えを起こした。2018年9月、両者は和解した。

## 公開・興行収入
2015年9月16日、ライオンズゲートとグラインドストーンが本作の全米配給権を獲得したと報じられた。本作は同月に開催された第40回トロント国際映画祭で公開される予定だったが、前述の訴訟が原因で一般客向けの上映が中止になった（業界人向けの上映は行われた）。その後、一連の訴訟合戦を受けて、ライオンズゲートは本作の全米配給権を手放した。
2018年6月5日、本作のオフィシャル・トレイラーが公開された。10月26日、本作は全米613館で公開され、公開初週末に16万8575ドルを稼ぎ出し、週末興行収入ランキング初登場28位となった。この数字は拡大公開作としては歴代ワースト2位の記録であった。本作はいくつかの上映館で監督が手を加えたバージョンが上映されたが、そのバージョンが批評家向けの試写会で上映されることはなかった。

## 評価
本作は批評家から酷評されている。映画批評集積サイトのRotten Tomatoesには35件のレビューがあり、批評家支持率は0%、平均点は10点満点で2.66点となっている。サイト側による批評家の見解の要約は「『ロンドン・フィールズ』は愛読されている原作小説と種々の個性を持った出演者たちを台無しにしている。面白いネオ・ノワール作品を目指したのだろうが、病的なほど奇妙な作品でしかない。」となっている。また、Metacriticには12件のレビューがあり、加重平均値は16/100となっている。
本作での演技によって、アンバー・ハードが第39回ゴールデンラズベリー賞の最低主演女優賞にノミネートされたが、受賞には至らなかった。